# 照屋林賢
照屋 林賢（てるや りんけん、1949年10月5日 - ）は、日本の音楽家、映画監督、写真家、実業家 。音楽バンド「りんけんバンド」のリーダー。自らの所属事務所である株式会社アジマァの社長も務める。血液型B型。

## 来歴
沖縄県コザ市（現:沖縄市）出身。りんけんバンドボーカルの上原知子は妻。白団メンバーの照屋林蔚、その妻の照屋敏子は親戚にあたり、ガレッジセールのゴリ（本名・照屋年之）は甥、従姪にはモデル・タレントの知花くららがいる。
祖父・照屋林山と父・照屋林助はともに沖縄県出身の音楽家で、実家が三線・レコード店という音楽に囲まれた環境に育つ。
高校卒業後の1967年、西洋の音楽理論を勉強するために上京。
1977年りんけんバンド結成、1990年アルバムCD「ありがとう」で全国デビュー。
1993年日本レコード大賞特別賞受賞。自作詞曲「春でぇむん」が中学国語教科書に採用される。
1994年映画「ティンク・ティンク」監督、原案、音楽、出演し音楽のみならず映像の世界でも独自の沖縄感を表現する。
2008年から当時IT業界の人達が集う集まりとして話題だった渋谷でのビットバレー（渋い谷）にちなみ、照屋林賢のホームグラウンドである沖縄県北谷町でノースバレー沖縄（北の谷）を立ち上げる。
第一回のノースバレー沖縄では、友人であり創業期からアップルコンピューターでスティーブ・ジョブズの右腕として活躍した沖縄出身のジェームス比嘉を招き開催された。
2014年、写真集「Rinken Blue」発売。

## 人物
日本国内外で数多くのライブを行い、沖縄固有のリズムと言葉にこだわりながらも新しい発想を積極的に取り入れ、りんけんサウンドの創造を続けている。
りんけんバンドのリーダーであり、全楽曲のプロデュースを手懸けている。
また女性ボーカルグループのティンクティンクのプロデュースも手掛ける。

## 出演番組
- 沖縄楽園スタイル うちなー亭（BS日テレ）
- りんけんバンドさー(琉球放送)
- 沖縄さんぽ♪めぐりんけん(BS12)